# Иринарх (Базилевич)
Игумен Ирина́рх  (в миру Иван Базилевич; ум. после 1814) — священнослужитель, игумен Покровского монастыря Московской епархии, педагог, ректор Крутицкой духовной семинарии.

## Биография
Родился в селе Малой Антоновке (ныне Белоцерковский район Киевской области Украины.
Образование получил в Киево-Могилянской академии. В 1742 году поступил в класс аналогии, окончил в классе богословия.
В 1767 году принял монашеский постриг в Киевском Софийском монастыре.
В 1768 году Базилевич рукоположён в сан иеродиакона.
В 1768—1775 годах служил проповедником и преподавателем Киевской духовной академии в классах аналогии, инфима, синтаксимы и поэтики. Оставил после себя добрую память.
В 1775 году Базилевич был вызван в Москву, где стал игуменом Покровского монастыря Московской епархии, преподавателем поэтики и ректором Крутицкой духовной семинарии.
В 1777 году по состоянию здоровья вернулся в Киев, позже перебрался в Мгарский (Лубенский) Спасо-Преображенский монастырь Полтавской епархии.
В 1785—1787 годы — игумен Козелецкого Свято-Георгиевского монастыря Черниговской епархии.
Освобождённый в 1788 году по секуляризации монастырских земель на покой, вернулся в Мгарский монастырь.
В 1795 году Базилевич был переведён в Киевский Выдубицкий монастырь, оттуда — в Киевский Михайловский Златоверхий монастырь, где находился до 1814 года.
Вероятно, умер и похоронен в этом монастыре.
Оставил после себя немало рукописных проповедей, найденных в XIX веке, но напечатана из них только одна: «Слово в день равноапостольного князя Владимира».